# Cardial- oder Impressokultur

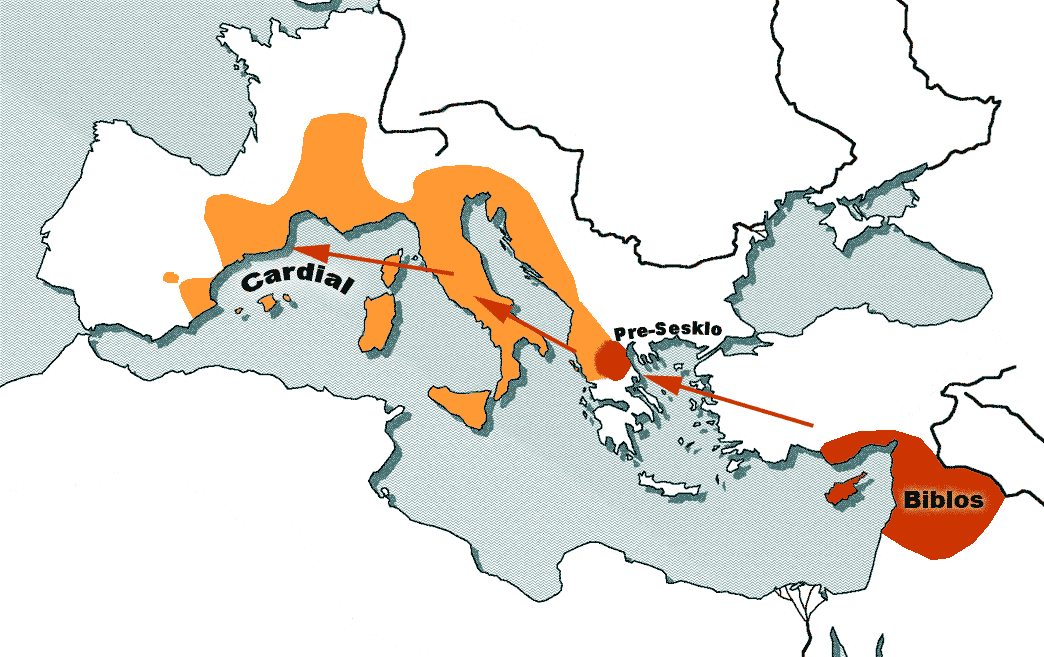
Verbreitung der Cardial- oder Impressokultur (orange) vom 7. Jahrtausend v. Chr. an. Über die Protosesklo-Kultur (rot-orange) nach Dalmatien zu den Küsten des Mittelmeeres bis auf die Iberische Halbinsel Unberücksichtigt die nordafrikanische Cardial-Kultur

Die Cardial- oder Impressokultur oder (Abdruck-)Keramik ist eine Gruppe verwandter Kulturen der frühen Jungsteinzeit, die sich im 7. Jahrtausend v. Chr. an der östlichen Adriaküste und rund um das westliche Mittelmeer (inkl. Nordafrika) und auf den Inseln Korsika, Sardinien, Sizilien und Malta (aber nicht auf den Balearen) ausbreitete. Die Keramikverzierung wurde mit dem Rand der Muschelschalen der Herzmuscheln (Cardium spec.) erzeugt. Im Lauf der Zeit kommen weitere Verzierungstechniken hinzu, Kammabdrücke, wie Leisten- und Riefenverzierungen. Daher hieß die Kultur zunächst Cardial-Kultur (in Frankreich weiterhin Culture de la céramique cardiale). Da in der Folge aber immer mehr Keramik auftauchte, die mit anderen Gegenständen ausgeführte Eindrücke besaß, wurde der Ausdruck Abdruck-Keramik (italienisch Impresso-Kultur) eingeführt.

## Herkunft, Zusammenhängende Kulturform
Der bisherige Kenntnisstand zu der bzw. den Cardial- oder Impressokultur(en) legt eine keinesfalls einheitliche Kulturformation nahe. Vielmehr verweisen die in ihrem Erscheinungsbild ähnlichen Keramiken auf divergente Kulturen hin. So legten die übrigen Funde, etwa Steingerätschaften, aber auch die Keramiken selbst und das unterschiedliche Siedlungsverhalten der Menschen diesen Schluss nahe. Ob dieses Siedlungsverhalten aber nur den geografisch-klimatischen Bedingungen zuzurechnen ist oder ob es sich um voneinander verschiedene Kulturen handelte, lässt sich nicht mit Sicherheit sagen.

## Fundgebiete und Stile
Die frühesten archäologischen Funde von Keramiken mit stempelartigen Abdrücken werden zwischen 6400 und 6200 v. Chr. datiert; ihre Fundorte liegen in Epirus und auf Korfu. Dann tauchen sie in Siedlungen in Albanien und Dalmatiens auf sowie an der Ostküste der Adria um das Jahr 5900 v. Chr. Die frühesten Funde in Italien stammen aus dem archäologischen Fundort Coppa Nevigata (Provinz Foggia) an der Adriaküste in Süditalien, sie wurden auf 6000 v. Chr. datiert. Auch auf Sardinien wurde während der frühen Su Carroppu Kultur (untere Schichten der Coloru Höhle, 6000 v. Chr.) Kardial-Keramik angefertigt.
Die älteste Abdruckkeramik auf der Iberischen Halbinsel findet man oft in Höhlen (z. B. Gruta do Caldeirão bei Tomar, Portugal) an der Küste, und bis auf Ausnahmen, nicht im Hinterland. Auch in portugiesischen Muschelhaufen an der Algarve, im Alentejo und an der Mondegomündung finden sich Scherben mit Cardium-Abdrücken.
Die anfängliche Homogenität der Impressokeramik löste sich in mehrere Postimpresso-Kulturen auf. Dazu gehört im Gebiet beiderseits der Rhone die Epi-Cardialkultur, gefolgt von der Chassey-Lagozza-Cortaillod-Kultur, die in Südfrankreich, Nord-Italien und der Süd- und Westschweiz zunächst zwar eigene Namen erhielt, heute aber als einheitlich aufgefasst wird.
In Portugal folgen der frühen Periode unverzierte Gefäße mit charakteristischem Wandknick und mit Randformen, die im 3. Jahrtausend üblich wurden.

## Formen des Gefäßbodens

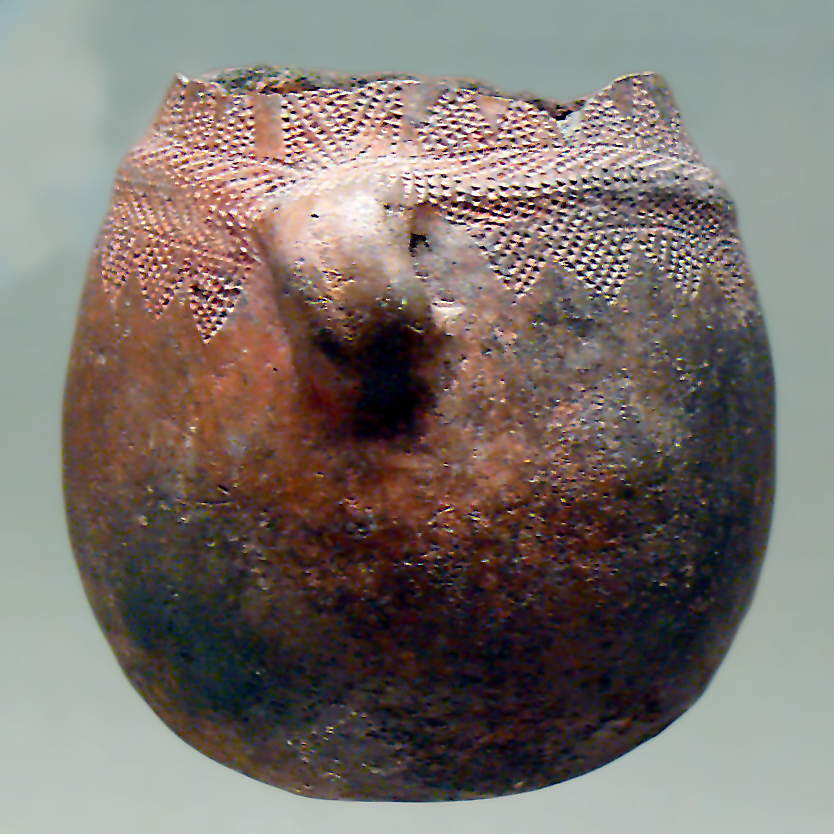
Cardial-Keramik aus der Cova de la Sarsa, Spanien mit rundem Boden

Außer der Verzierung ist auch die Gefäßform unterschiedlich. Die jüngere Keramik ist generell flachbodig, während die Keramik mit den cardialen Mustern noch rundbodig ist. Die Rundbodigkeit ist Gegenstand von Diskussionen, da die Gefäße des mediterranen Neolithikums vor Entstehung der Cardial-Keramik flachbodig (somit standfest) waren.
In der Region mit Cardial-Keramik hatte allein ein Gebiet in Afrika rundbodige Keramik entwickelt, jedoch im mesolithisch-wildbeuterischen Kontext. Kontakte der Träger der Cardial-Kultur mit den afrikanischen Jägern und Sammlern sind umstritten.

## Bilder

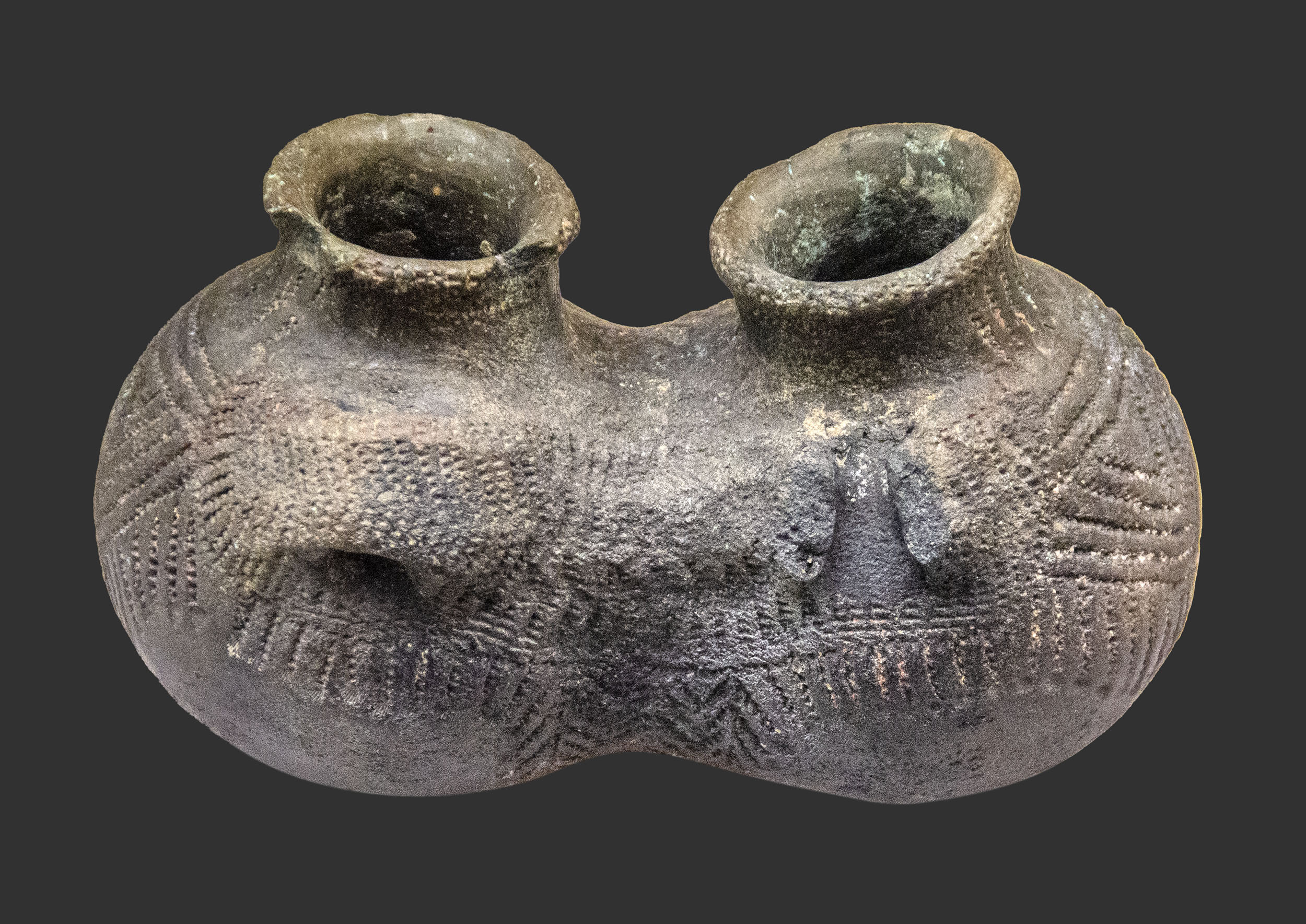
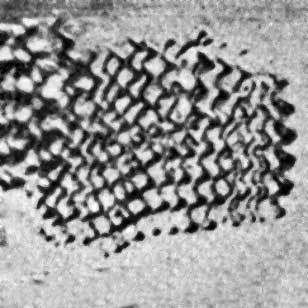
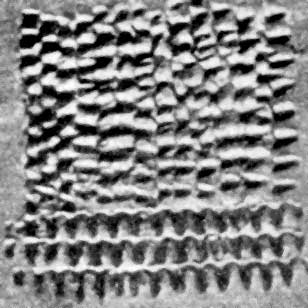
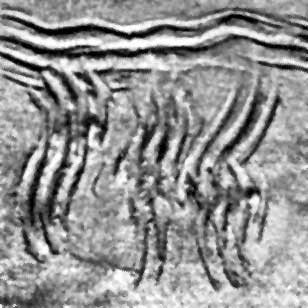